# Kleine jongen
Kleine jongen is een single uit 1990 van de Nederlandse zanger André Hazes. Het is de eerste single van het album Kleine jongen.

## Hitnoteringen

### Single Top 100
| "Kleine jongen" in de Nederlandse Single Top 100 -- binnen: 01-09-1990 | "Kleine jongen" in de Nederlandse Single Top 100 -- binnen: 01-09-1990 | "Kleine jongen" in de Nederlandse Single Top 100 -- binnen: 01-09-1990 | "Kleine jongen" in de Nederlandse Single Top 100 -- binnen: 01-09-1990 | "Kleine jongen" in de Nederlandse Single Top 100 -- binnen: 01-09-1990 | "Kleine jongen" in de Nederlandse Single Top 100 -- binnen: 01-09-1990 | "Kleine jongen" in de Nederlandse Single Top 100 -- binnen: 01-09-1990 | "Kleine jongen" in de Nederlandse Single Top 100 -- binnen: 01-09-1990 | "Kleine jongen" in de Nederlandse Single Top 100 -- binnen: 01-09-1990 | "Kleine jongen" in de Nederlandse Single Top 100 -- binnen: 01-09-1990 | "Kleine jongen" in de Nederlandse Single Top 100 -- binnen: 01-09-1990 | "Kleine jongen" in de Nederlandse Single Top 100 -- binnen: 01-09-1990 | "Kleine jongen" in de Nederlandse Single Top 100 -- binnen: 01-09-1990 |
| Week                                                                   | 1                                                                      | 2                                                                      | 3                                                                      | 4                                                                      | 5                                                                      | 6                                                                      | 7                                                                      | 8                                                                      | 9                                                                      | 10                                                                     | 11                                                                     | 12                                                                     |
| ---------------------------------------------------------------------- | ---------------------------------------------------------------------- | ---------------------------------------------------------------------- | ---------------------------------------------------------------------- | ---------------------------------------------------------------------- | ---------------------------------------------------------------------- | ---------------------------------------------------------------------- | ---------------------------------------------------------------------- | ---------------------------------------------------------------------- | ---------------------------------------------------------------------- | ---------------------------------------------------------------------- | ---------------------------------------------------------------------- | ---------------------------------------------------------------------- |
| Nummer                                                                 | 90                                                                     | 67                                                                     | 45                                                                     | 24                                                                     | 12                                                                     | 8                                                                      | 7                                                                      | 12                                                                     | 21                                                                     | 38                                                                     | 66                                                                     | 86                                                                     |

### NPO Radio 2 Top 2000
| Nummer met noteringen in de NPO Radio 2 Top 2000 | '05 | '06 | '07 | '08 | '09 | '10 | '11 | '12 | '13 | '14 | '15 | '16 | '17 | '18 | '19 | '20 | '21 | '22 | '23 | '24 |
| ------------------------------------------------ | --- | --- | --- | --- | --- | --- | --- | --- | --- | --- | --- | --- | --- | --- | --- | --- | --- | --- | --- | --- |
| Kleine jongen                                    | 454 | 353 | 417 | 626 | 842 | 304 | 405 | 445 | 356 | 361 | 263 | 211 | 159 | 120 | 113 | 121 | 128 | 137 | 153 | 167 |

1. ↑  Een vetgedrukt getal geeft de hoogste notering aan.
2. ↑  2005 was het eerste jaar met een notering voor dit nummer.

### Evergreen Top 1000
| Evergreen Top 1000 "Kleine Jongen" | Evergreen Top 1000 "Kleine Jongen" | Evergreen Top 1000 "Kleine Jongen" | Evergreen Top 1000 "Kleine Jongen" | Evergreen Top 1000 "Kleine Jongen" | Evergreen Top 1000 "Kleine Jongen" | Evergreen Top 1000 "Kleine Jongen" | Evergreen Top 1000 "Kleine Jongen" | Evergreen Top 1000 "Kleine Jongen" | Evergreen Top 1000 "Kleine Jongen" | Evergreen Top 1000 "Kleine Jongen" | Evergreen Top 1000 "Kleine Jongen" | Evergreen Top 1000 "Kleine Jongen" | Evergreen Top 1000 "Kleine Jongen" | Evergreen Top 1000 "Kleine Jongen" | Evergreen Top 1000 "Kleine Jongen" | Evergreen Top 1000 "Kleine Jongen" |
| Jaar                               | 2008                               | 2009                               | 2010                               | 2011                               | 2012                               | 2013                               | 2014                               | 2015                               | 2016                               | 2017                               | 2018                               | 2019                               | 2020                               | 2021                               | 2022                               | 2023                               |
| ---------------------------------- | ---------------------------------- | ---------------------------------- | ---------------------------------- | ---------------------------------- | ---------------------------------- | ---------------------------------- | ---------------------------------- | ---------------------------------- | ---------------------------------- | ---------------------------------- | ---------------------------------- | ---------------------------------- | ---------------------------------- | ---------------------------------- | ---------------------------------- | ---------------------------------- |
| Positie                            | -                                  | -                                  | -                                  | -                                  | 418                                | 584                                | 558                                | 351                                | 612                                | 271                                | 264                                | 173                                | 232                                | 348                                | 280                                | 155                                |